# Thinking Rabbit
Thinking Rabbit (有限会社シンキングラビット?, Yūgen gaisha Shinkingurabitto) è stata un'azienda giapponese di videogiochi nota principalmente per Sokoban.
Oltre a realizzare numerosi titoli per home computer, tra cui diverse conversioni di Sokoban per FM-7, MSX, PC-88, PC-98, Sharp X1 e Sharp X68000, ha sviluppato 8 Eyes per Nintendo Entertainment System.